# Лодно
Лодно (словац. Lodno) — село, громада округу Кисуцьке Нове Место, Жилінський край, регіон Кисуце. Кадастрова площа громади — 8,85 км².
Населення 1003 особи (станом на 31 грудня 2018 року).

## Історія
Лодно згадується 1658 року.

## Географія
Протікає річка Лоднянка.

## Населення
| Рік:            | 1994. | 2004.    | 2014.   | 2024.   |
| --------------- | ----- | -------- | ------- | ------- |
| Кількість осіб: | 896   | 991      | 1003    | 967     |
| Різниця:        |       | +10,60 % | +1,21 % | -3,58 % |

| Рік:            | 2023. | 2024.   |
| --------------- | ----- | ------- |
| Кількість осіб: | 963   | 967     |
| Різниця:        |       | +0,41 % |